# Antin Onyszczuk
Antin Onyszczuk (ukr. Антін Ошищук; ur. 7 czerwca 1883 w Kołomyi, zm. 29 października 1937) – ukraiński etnograf, badacz Huculszczyzny oraz historii ukraińskiego garncarstwa (m.in ceramiki pokuckiej).
W 1901 ukończył seminarium nauczycielskie w Stanisławowie. Do 1914 współpracownik komisji etnograficznej Towarzystwa Naukowego im. Szewczenki, w latach 20' współpracownik Katedry Etnologii Narodowej Akademii Nauk Ukrainy, oraz pracownik Narodowego Muzeum Sztuki Ukrainy. W czasie I wojny światowej został powołany do armii austro-węgierskiej jako sanitariusz, trafił do niewoli rosyjskiej.
W latach 1918–1919 delegat powiatu sniatyńskiego do Ukraińskiej Rady Narodowej. Aresztowany w sierpniu 1937 przez NKWD, skazany na śmierć i rozstrzelany w Bykowni.